# 經巡中國
《經巡中國》，又名《經過中國》，是一部於1917年首映的無聲黑白紀錄片，紀錄了民國初期的中國內地一些城市及英治香港的景象，由俄裔猶太人班傑明·布拉斯基（Benjamin Brodsky）於香港創立「中國製造有限公司」拍攝。2011年，本片被香港康樂及文化事務署香港電影資料館推選為「百部不可不看的香港電影」之一。:4

## 簡介
本片紀錄了當時各地社會實況、風景、風俗，內容廣泛，地區包括香港、北京、天津、上海、蘇州、廣東沿海等；風景方面包括長城、北京紫禁城、香港市景等；人物方面既有農民等各類平民百姓生活，也有軍人、政治人物，包括袁世凱；並附有具趣味性的字幕。
片長原約兩小時，現存約八十分鐘缺本藏於中華民國（臺灣）新北市國家電影及視聽文化中心。

## 資料來源
1. 1 2 3 4  郭靜寧 (编).  增訂本. 香港: 香港電影資料館. 2020: 210. ISBN 978-962-8050-73-4.
2. 1 2  . 香港記憶.   [2022-03-26]. （原始内容存档于2022-03-31）.
3. ↑   (PDF). 香港特別行政區康樂及文化事務署香港電影資料館.   [2021-05-10]. （原始内容 (pdf)存档于2012-09-19）.
4. ↑  . 香港政府資訊中心.   [2022-03-26]. （原始内容存档于2021-05-15）.

## 外部連結
- 互联网电影数据库（IMDb）上《經巡中國》的资料（英文）
- 豆瓣电影上《經巡中國》的資料 （简体中文）